# Phungia
Phungia is een geslacht van kevers uit de familie spartelkevers (Mordellidae).
Het geslacht is voor het eerst wetenschappelijk beschreven in 1922 door Pic.

## Soorten
Het geslacht omvat de volgende soorten:
- Phungia camerunensis Ermisch, 1950
- Phungia rufa (Pic, 1932)
- Phungia rufa Pic, 1922
- Phungia scraptiiformis (Franciscolo, 1961)
- Phungia trotommoides (Franciscolo, 1962)